# Birs
Die Birs (französisch La Birse) ist ein 75 Kilometer langer Nebenfluss des Rheins im Schweizer Jura.

## Name
Im Mittelalter wird der Fluss meist als Birse bezeichnet. Der Name ist keltischen Ursprungs und leitet sich von kelt. *bers- für 'schnell' ab. Sie hat also die Bedeutung die schnell Fliessende.

## Geographie

### Quelle
Die Birs entspringt einer Quelle in 762 Metern Höhe am südwestlichen Ortsende von Tavannes im Berner Jura unterhalb des Pierre Pertuis. Sie tritt bereits als kleiner Fluss ans Tageslicht (Stromquelle), denn die grosse Wassermenge stammt von einem unterirdischen Flusssystem. Tief im Berginnern sammelt sich das Regenwasser und durchfliesst ein weitverzweigtes kilometerlanges Höhlennetz.
Sie ist die grösste Quelle des ganzen Tales und entspringt als Karstquelle im Oberjura.
In den Jahren 1974–1976 lag die mittlere Schüttung der Quelle bei rund 20 m³/min.

### Verlauf
Die Birs fliesst durch weite Talmulden (Vallée de Tavannes) und enge, von hohen Felswänden eingerahmte Klusen (Schluchten), zum Beispiel bei Moutier die Gorges de Moutier. Bei Delémont (Delsberg), dem Hauptort des Kantons Jura, vereinigt sie sich mit den beiden Bächen La Sorne und La Scheulte. Zwischen Soyhières und Liesberg wechselt sie vom französischen ins deutsche Sprachgebiet und erreicht das zum Kanton Basel-Landschaft gehörende Laufental. In Laufen bildet sie bei der Querung einer widerstandsfähigen Kalksteinbank einen gut 2 Meter (mit Wehr über 3 Meter) hohen Wasserfall, dessen Wasserkraft einer der Ausgangspunkte für die gewerbliche Entwicklung der Stadt war.
Bei der Klus Angenstein durchquert der Fluss die Blauenkette und gelangt ins Birseck, das Tiefland bei Aesch. Zwischen Aesch und Dornach sind in der Birs zahlreiche Krebse zu finden, wobei der rote amerikanische Krebs aufgrund seines aggressiven Verhaltens eine Gefahr für die einheimischen Krebsarten darstellt und diese zunehmend zu verdrängen droht. Der Oberlauf der Birs gehört der Forellenregion an, der Unterlauf geht in die Äschenregion über. Früher war die Birs durch den Menschen und die Industrie stark verschmutzt und eingedämmt, doch dank zahlreichen Renaturierungsprojekten gedeiht mit Stand 2023 eine vielfältige Flora und Fauna.
Die Birs durchquert acht Gebirgsketten in unterschiedlich ausgeprägten Klusen. Nach der Klus Angenstein konnte sich der Fluss je nach Wassermenge stark ausbreiten und sich seinen Weg bahnen. Daher wurde schon früh versucht, den Fluss in ein enges Korsett zu zwängen. Vor dem Bau der Jurabahn wurde der Fluss im Jahre 1875 begradigt und teilweise eingedämmt. So wurde trockenes Weide- und Bauland gewonnen und der Bau von sicheren Übergängen für den wachsenden Verkehr ermöglicht. Einzig der dichte Auwald bei der Heide in Reinach BL blieb übrig. Die Reinacherheide ist ein Naturschutzgebiet mit Magerrasenbeständen, Trockengebüschen und dem Auenwald. Sie ist ein wahres Vogelparadies mit 83 verschiedenen Vogelarten.
Die Birsebene war bis ins Ende des 18. Jahrhunderts kaum besiedelt. Dort wo einst der Fluss in vielen Armen den Weg zum Rhein suchte, breiten sich mit Stand 2023 moderne Siedlungs- und Gewerbegebiete von Arlesheim, Reinach BL und Münchenstein aus. Der Unterlauf der Birs bildet die Grenze zwischen den beiden Kantonen Basel-Stadt und Basel-Landschaft. Ein früher begradigter Flussabschnitt wurde im Jahr 2004 in ein naturnahes Flussbett zurückgebaut. Seither hat sich der Biber in diesem Gebiet wieder ausgebreitet. 
Die Stadtgrenze von Basel und Birsfelden bildend, mündet die Birs beim Birsköpfli nach 75 Kilometern auf nur noch 246 Meter über Normalnull in den Hochrhein als dessen letzter Nebenfluss. Ihr ungefähr 75 Kilometer langer Lauf endet etwa 516 Höhenmeter unterhalb ihrer Quelle, sie hat somit ein mittleres Sohlgefälle von circa 6,9 ‰.

Die Birs
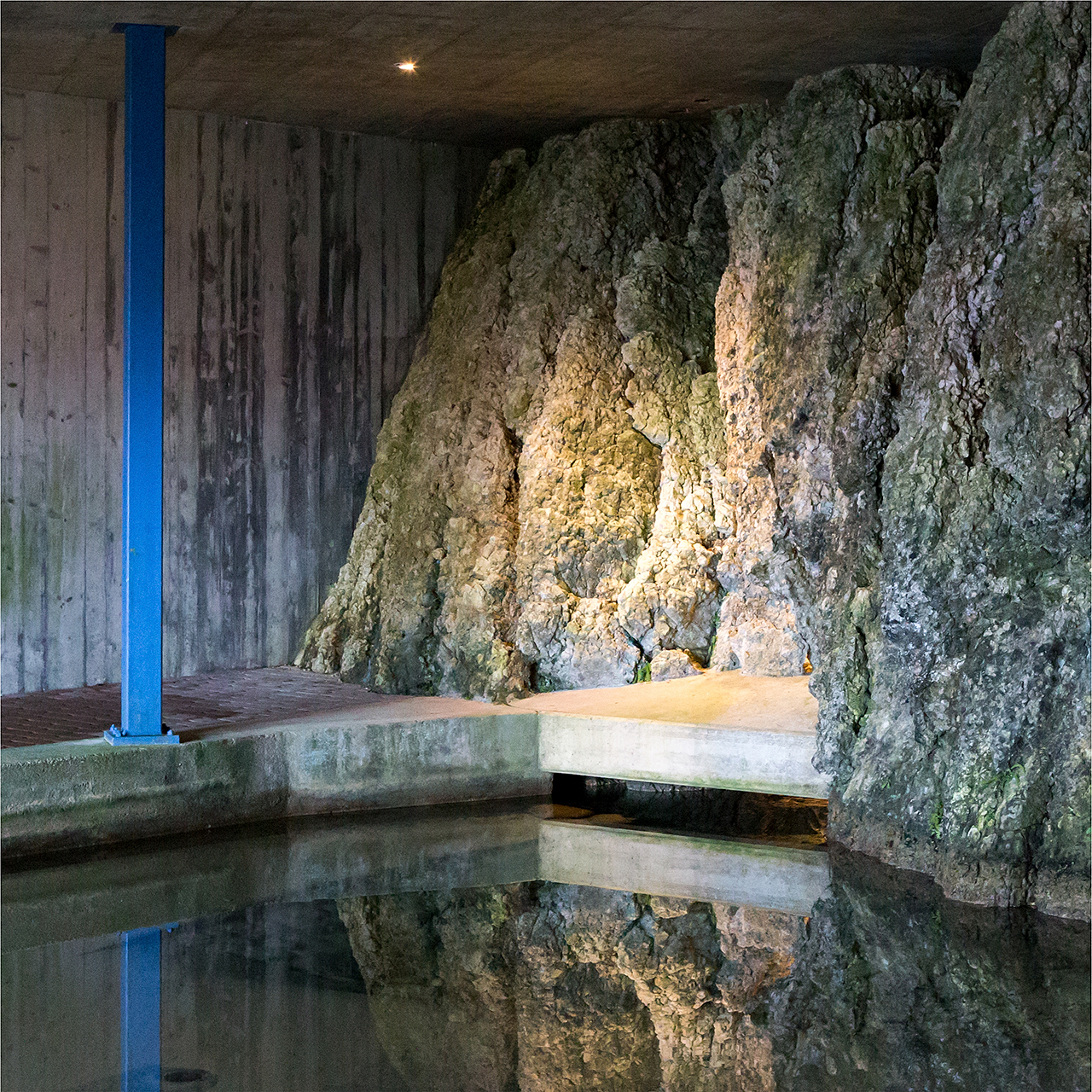
Quelle der Birs in Tavannes
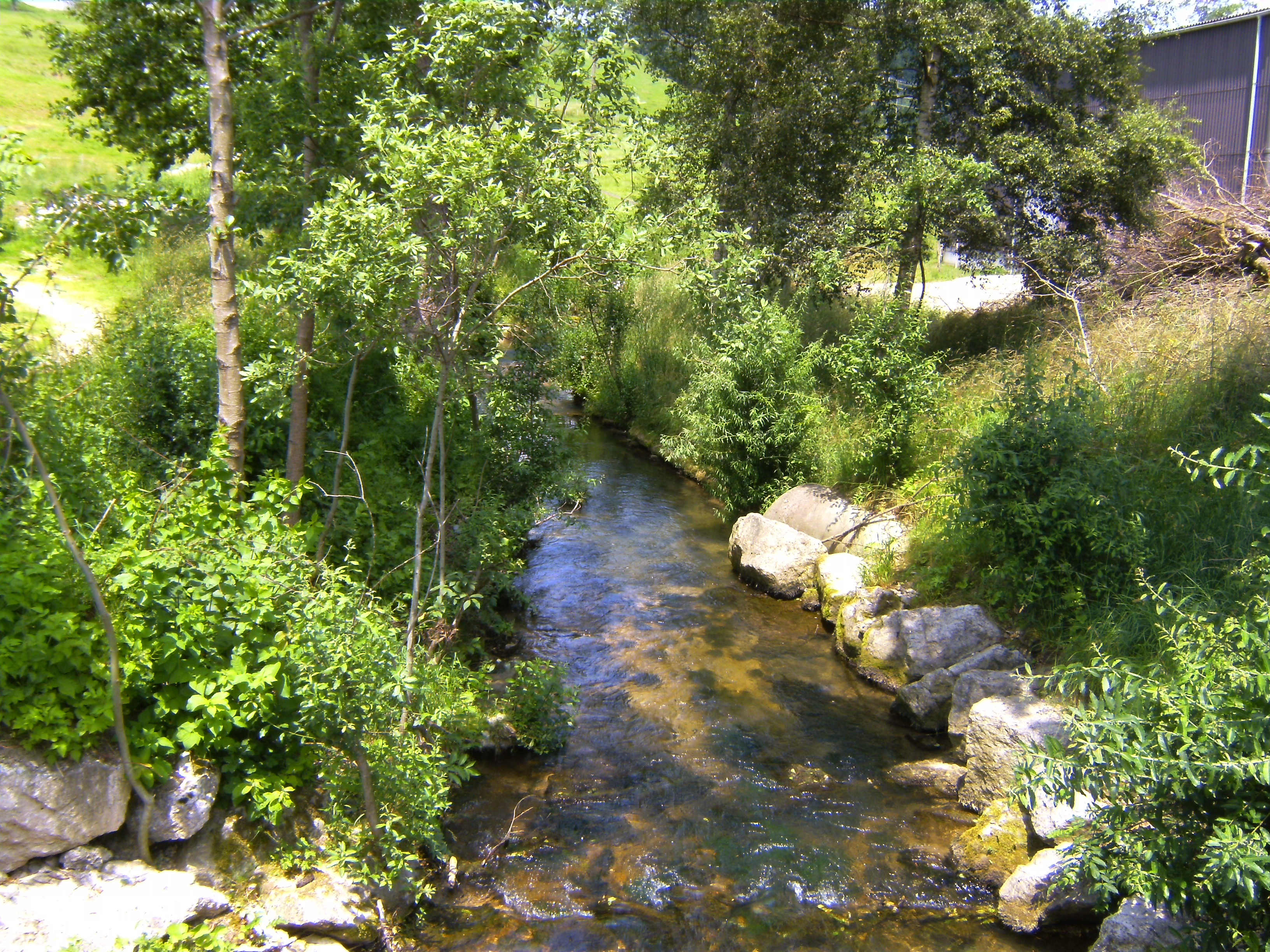
Oberlauf der Birs bei Tavannes
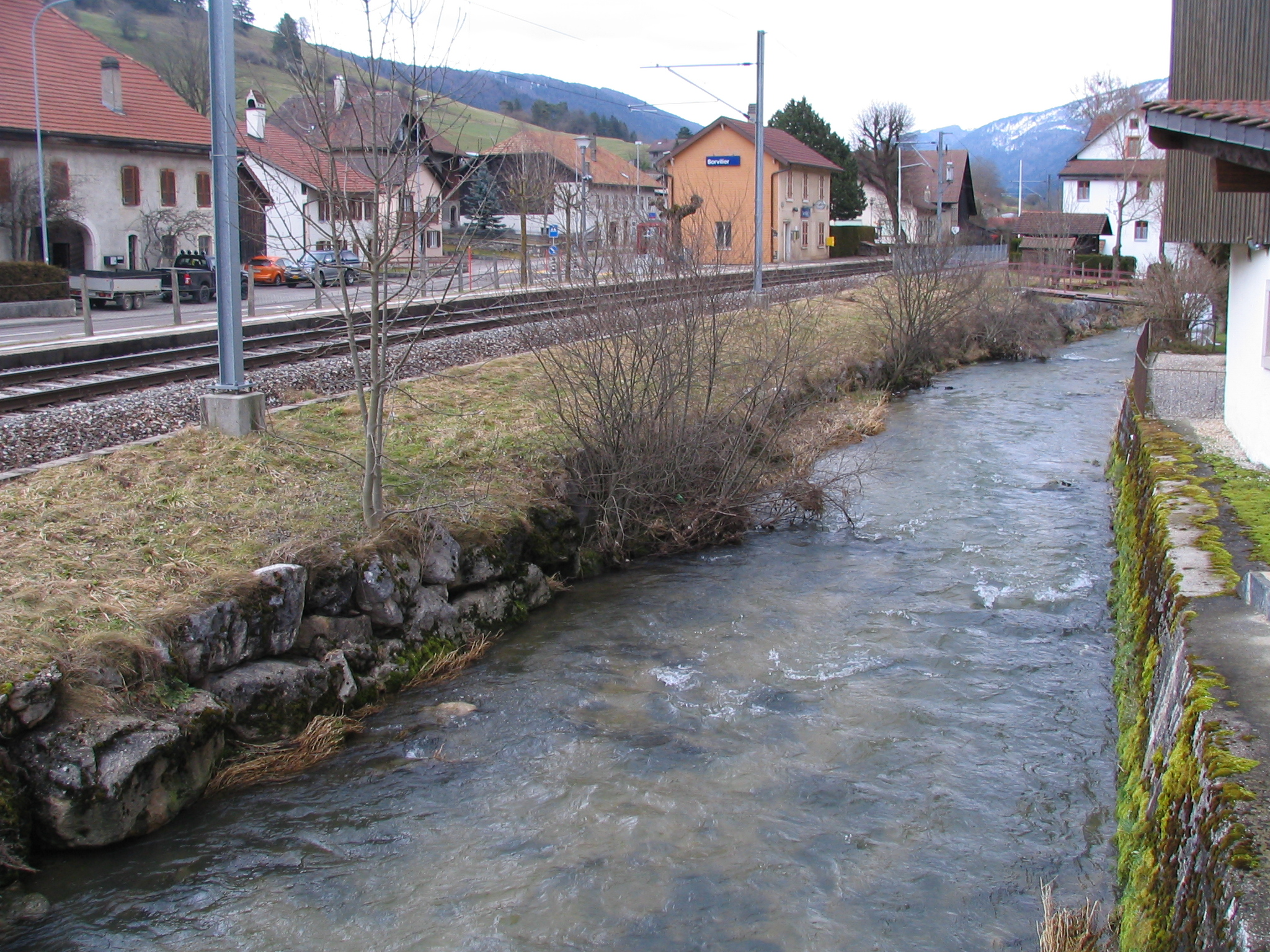
… bei Sorvilier
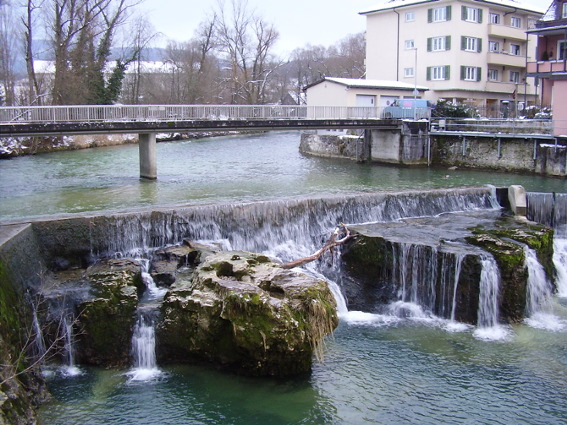
Wasserfall (Laufen) der Birs in Laufen
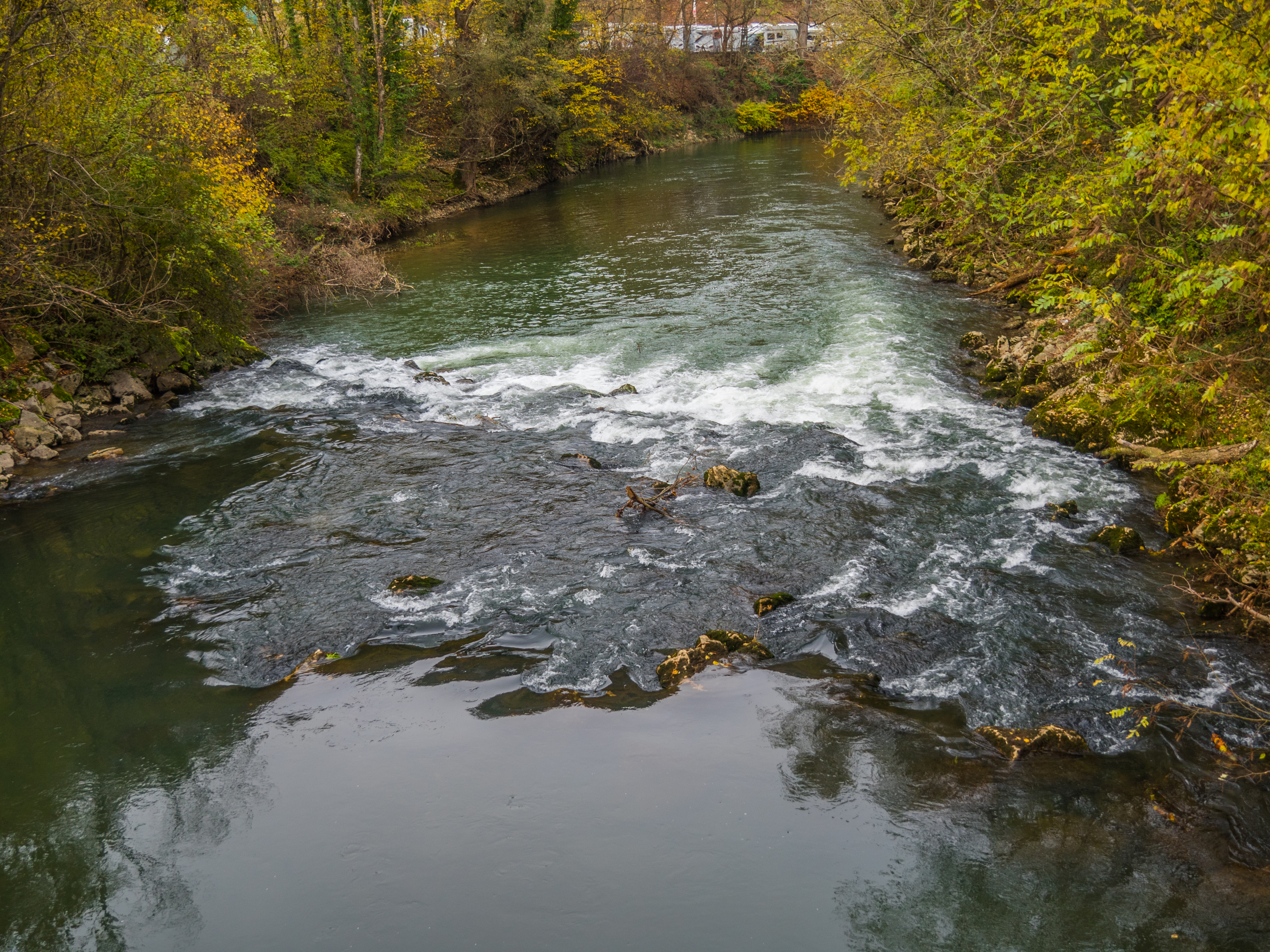
… bei Duggingen
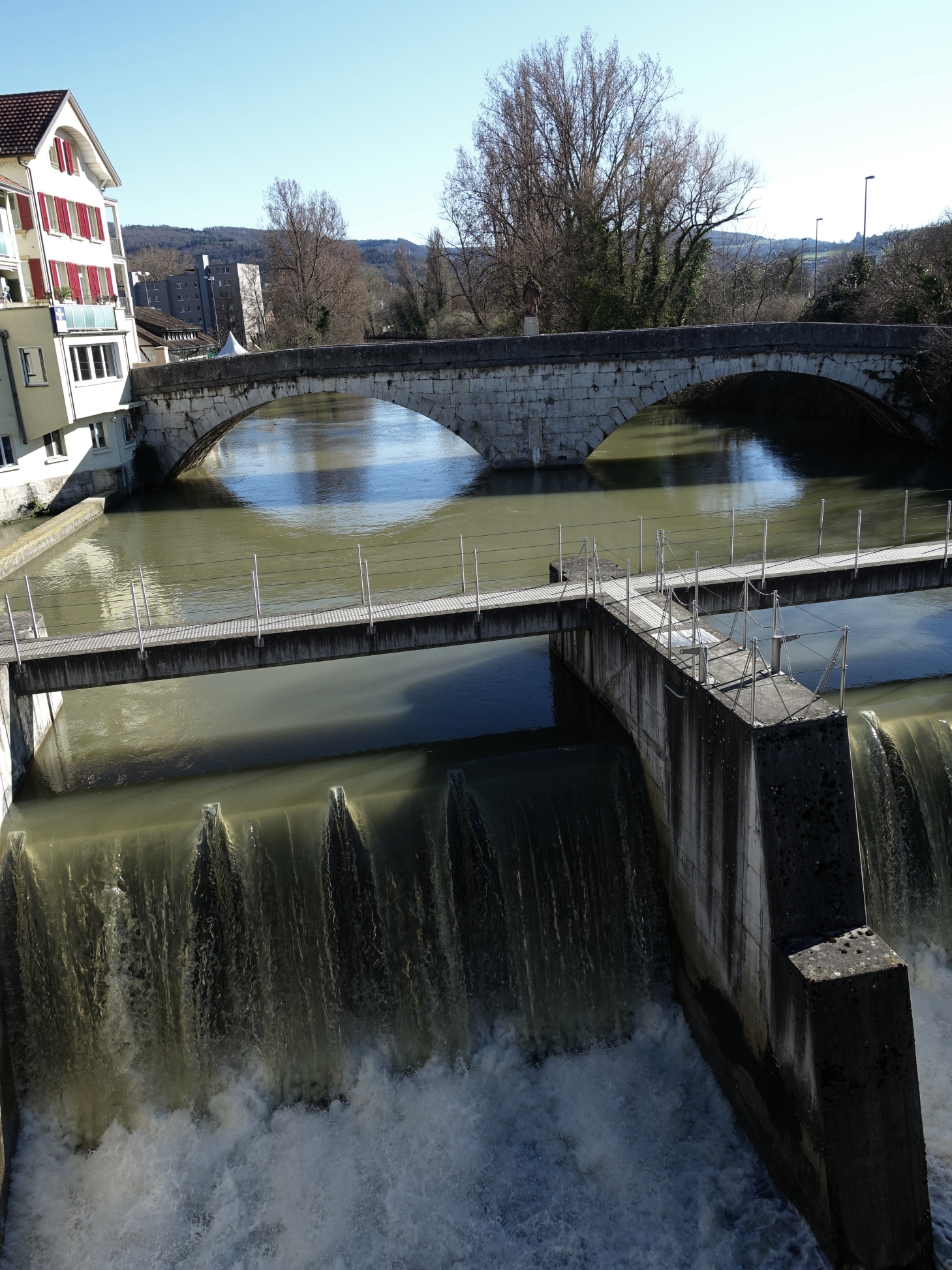
… in Dornach mit Wasserkraftwerk
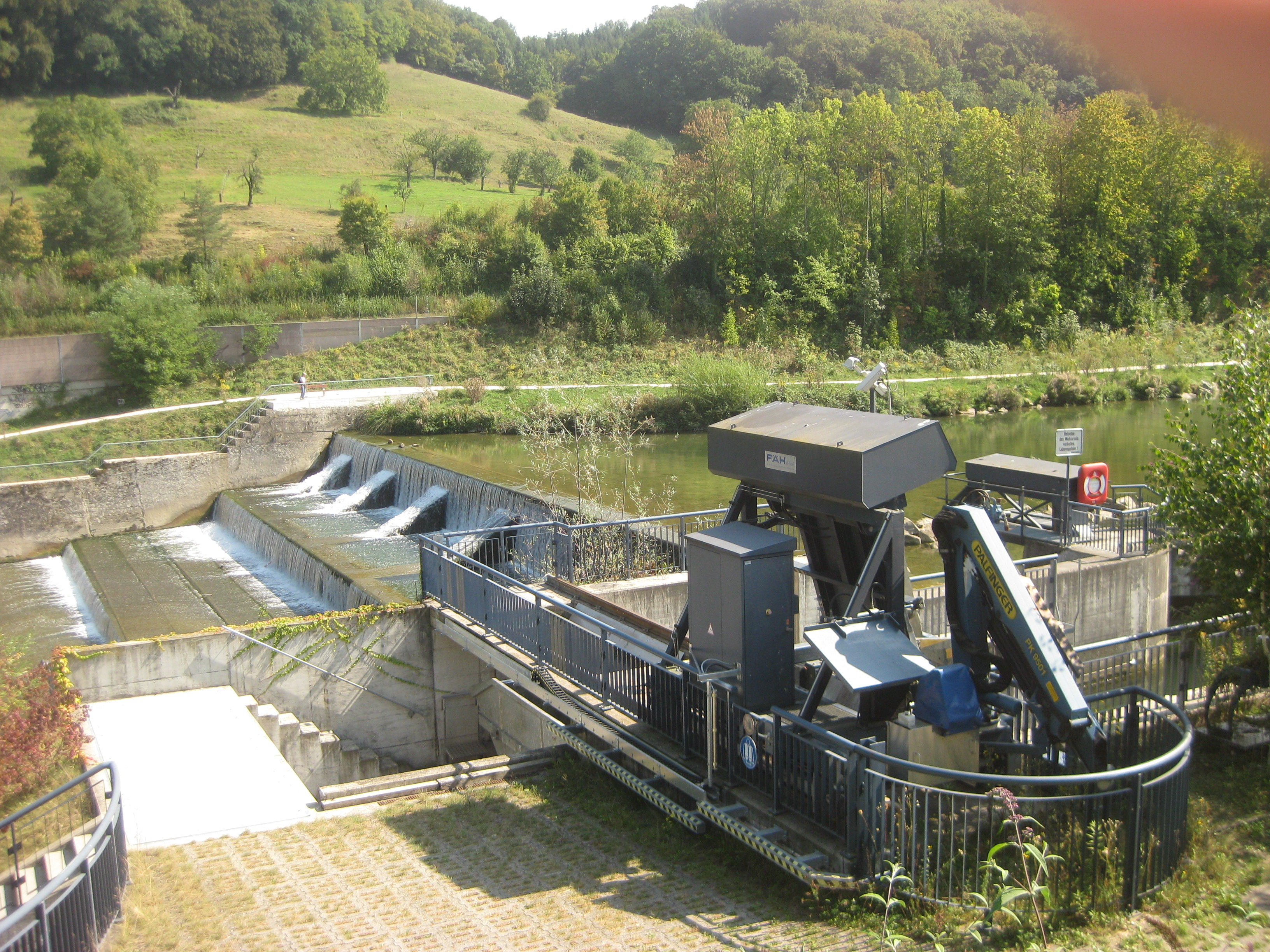
Birswehr in der Neuen Welt, Münchenstein
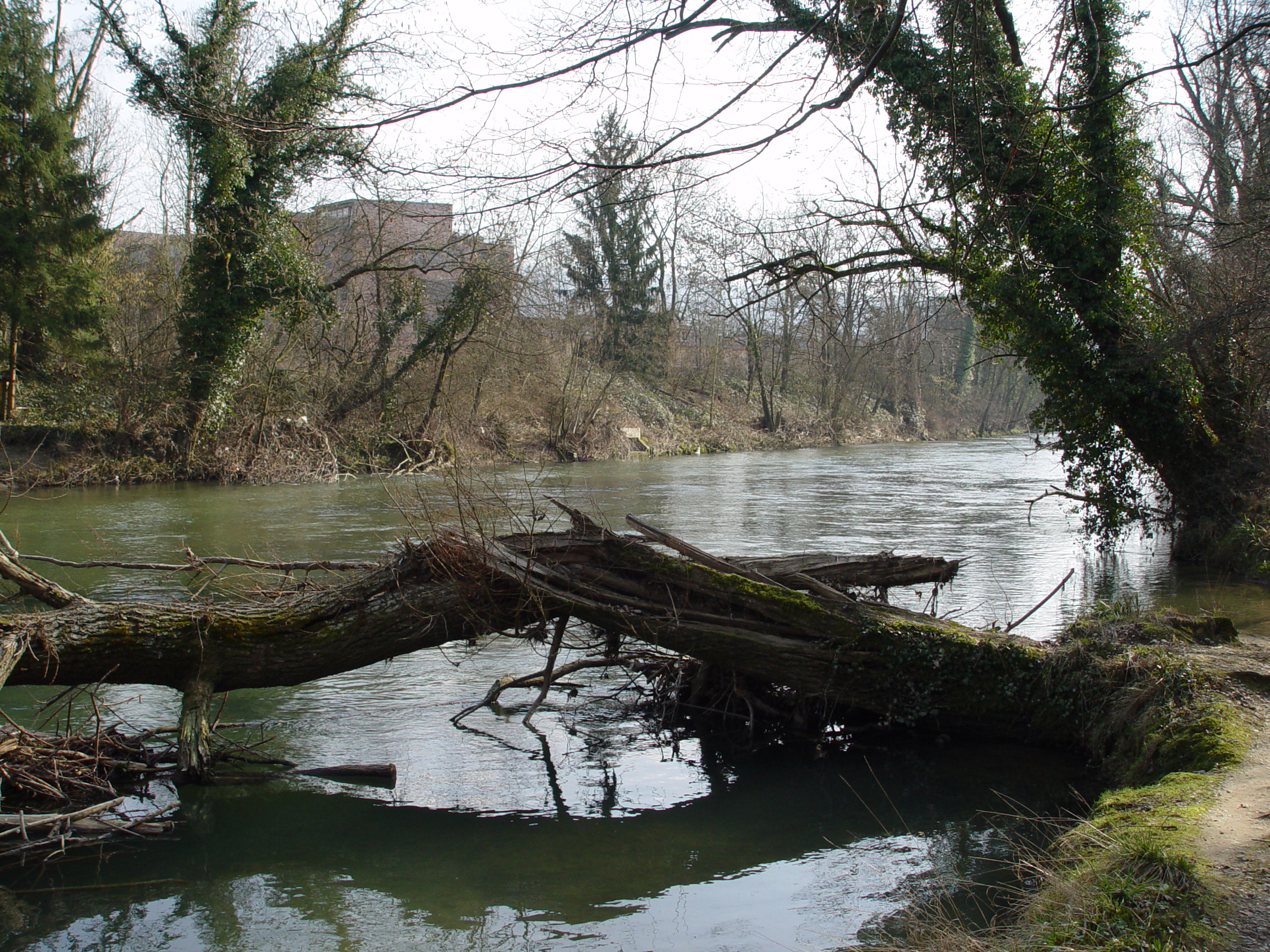
Unterlauf der Birs
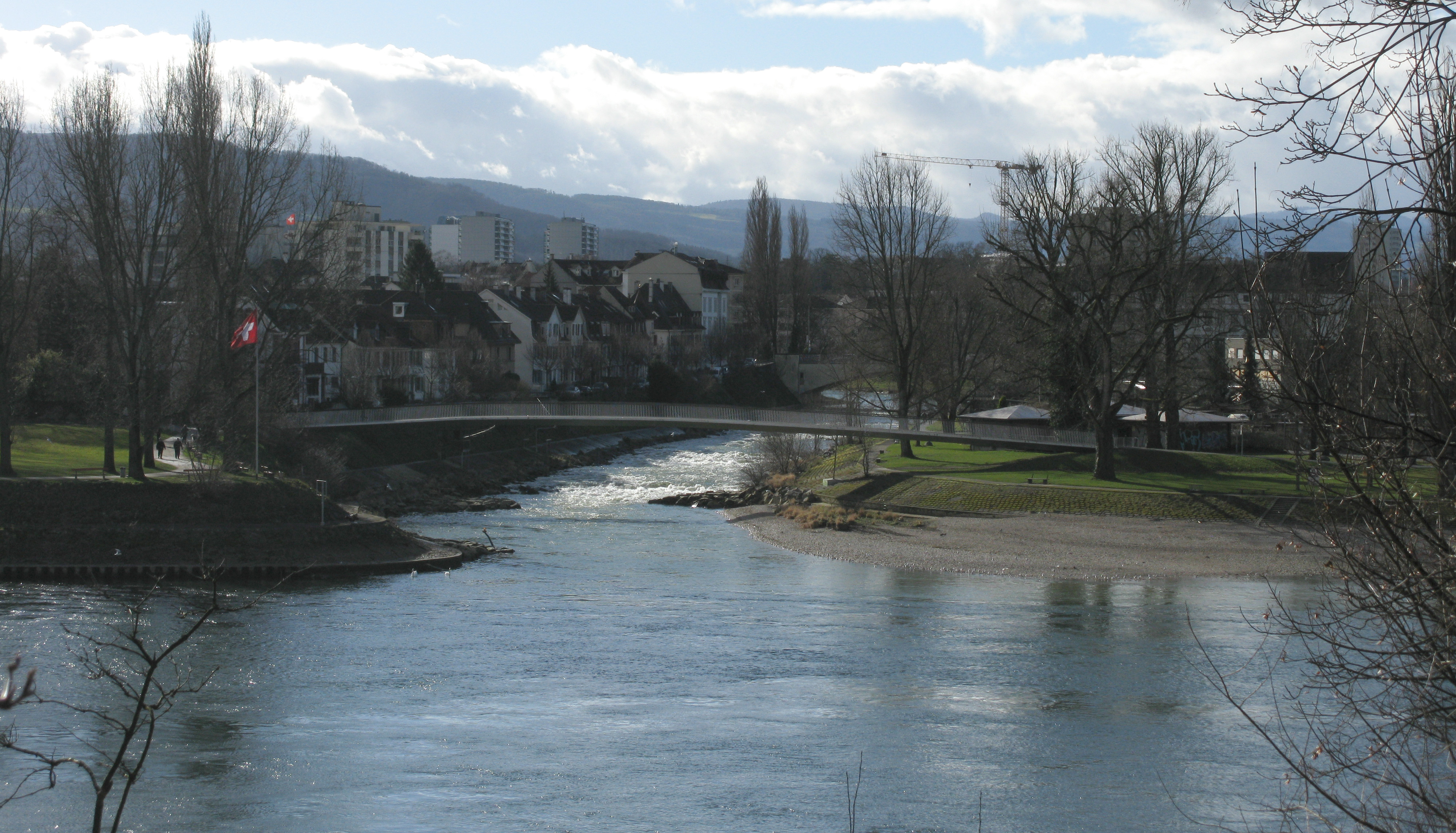
Birsmündung in den Rhein

### Einzugsgebiet
Das Einzugsgebiet der Birs umfasst 896,86 km² und liegt vor allem in der Schweiz, kleinere Gebiete liegen in Frankreich. In der Schweiz haben die fünf Kantone Bern, Jura, Solothurn, Basel-Landschaft und Basel-Stadt Anteil. Es erstreckt sich über zwei Sprachregionen (französisch und deutsch). Wichtige benachbarte Einzugsgebiete sind die von Birsig, Ill, Rhone, Dünnern und Ergolz. Das Einzugsgebiet liegt im Juragebirge und wird durch sie über den Rhein zur Nordsee entwässert.
Es besteht zu 31,4 % aus bestockter Fläche, zu 41,8 % aus Landwirtschaftsfläche, zu 8,9 % aus Siedlungsfläche und zu 17,8 % aus unproduktiven Flächen.
Die Flächenverteilung
Die mittlere Höhe des Einzugsgebietes beträgt 1052,7 m ü. M.

### Zuflüsse

Wichtige Zuflüsse der Birs sind die Trame, die Raus, der Scheltenbach, die Sorne, die Lützel und die Lüssel.
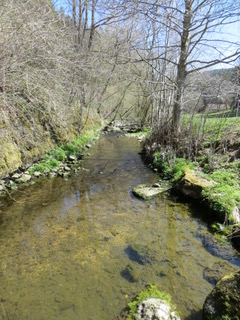
Die Trame
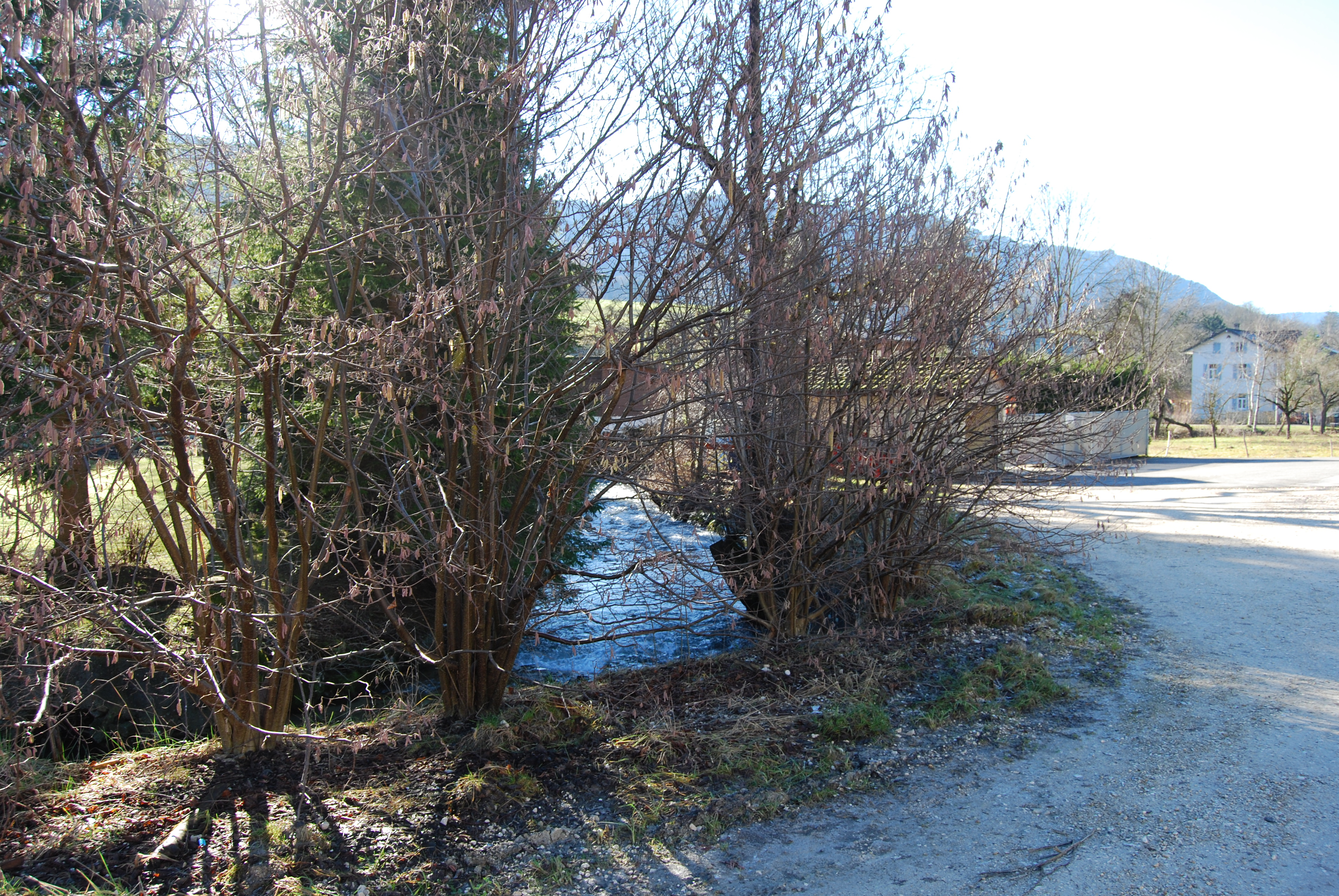
Die Raus
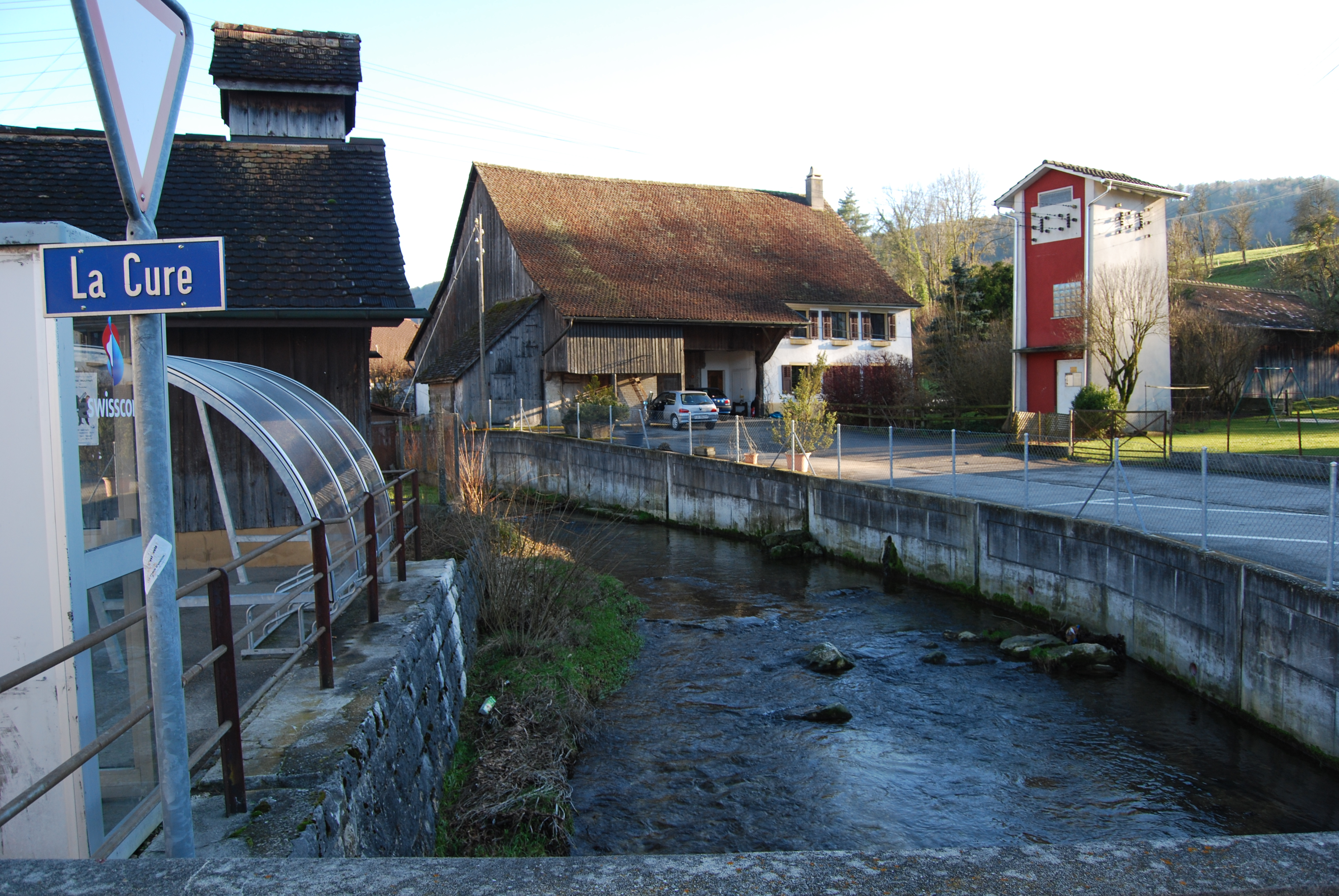
Der Scheltenbach
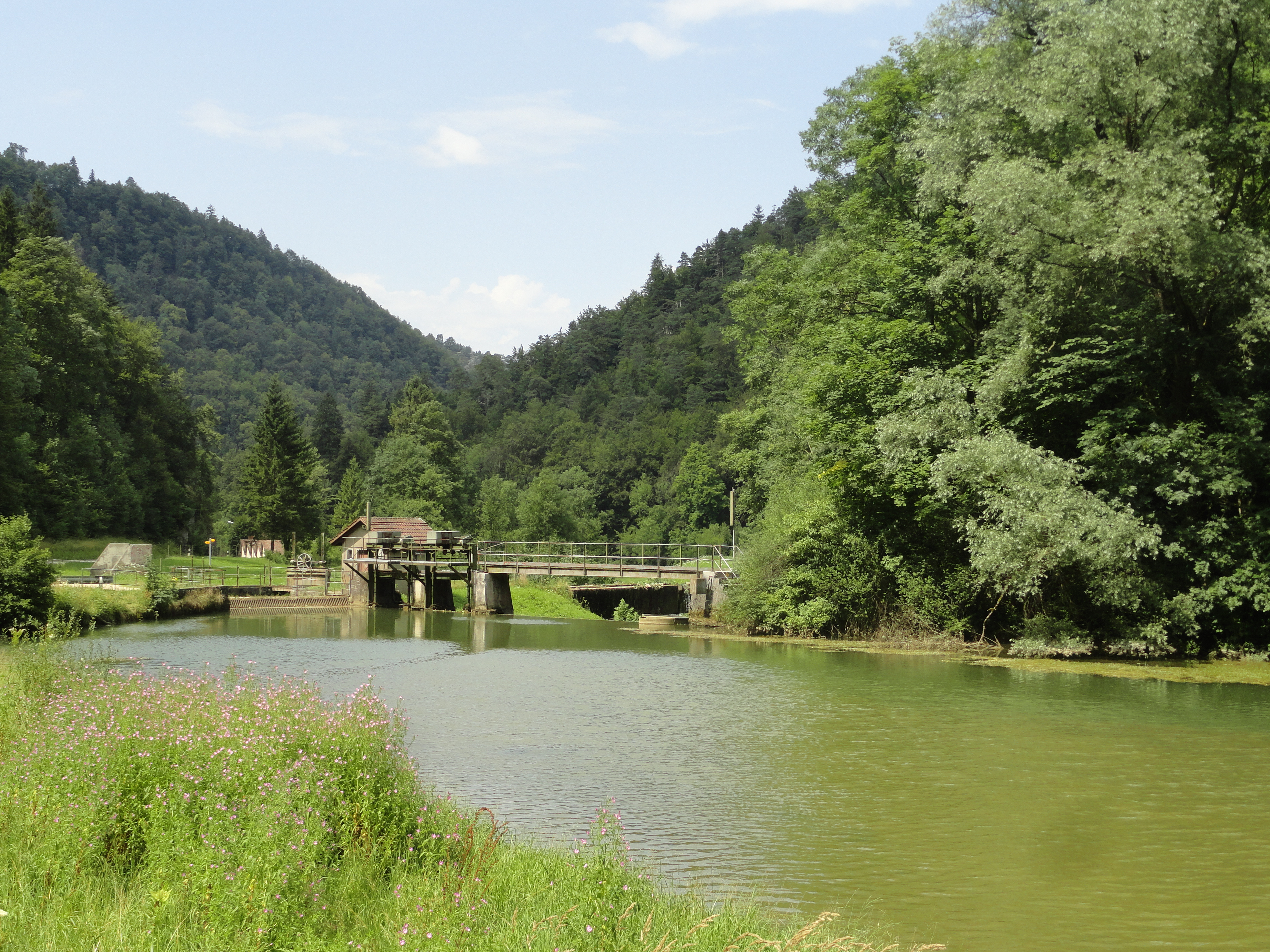
Die Sorne
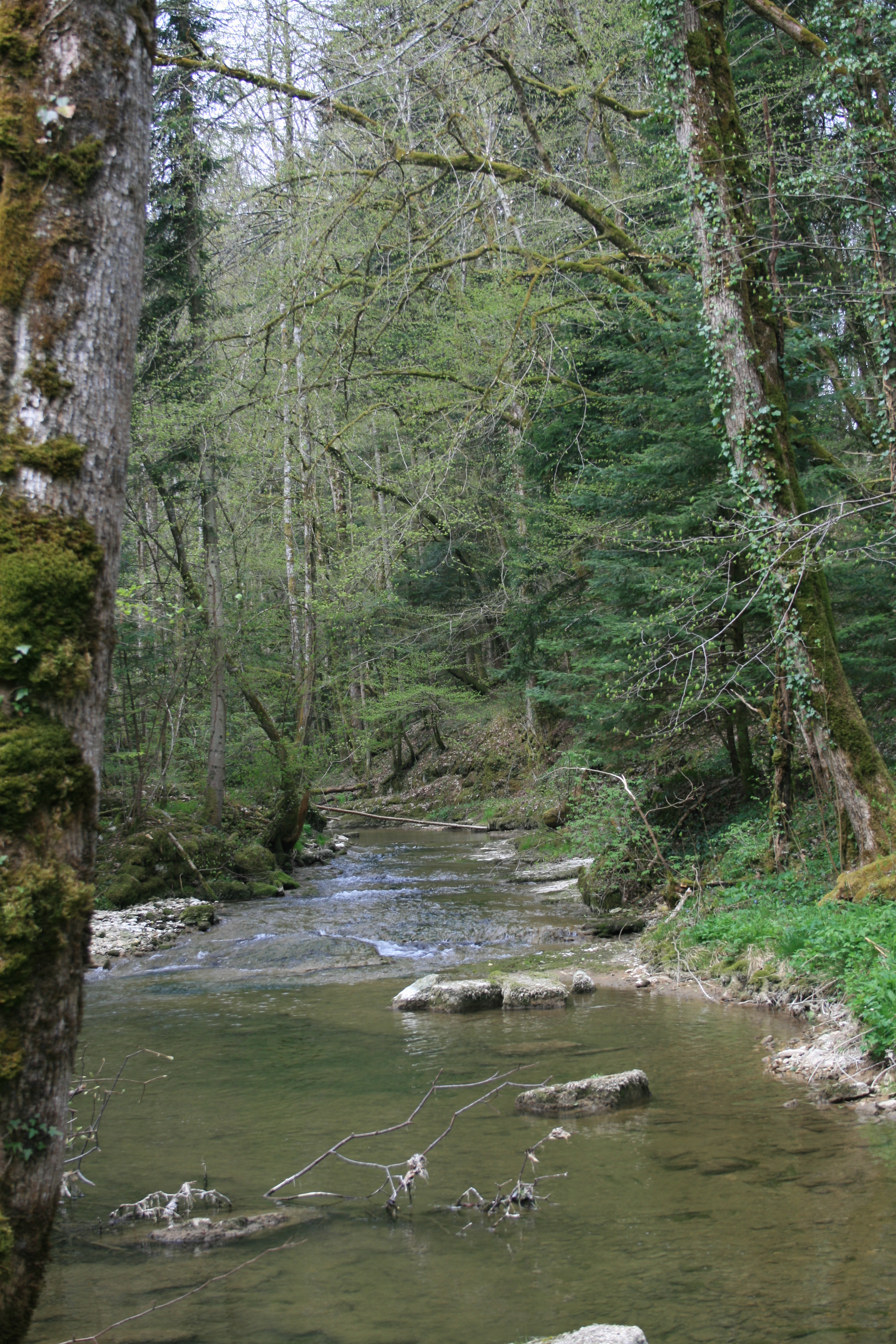
Die Lützel
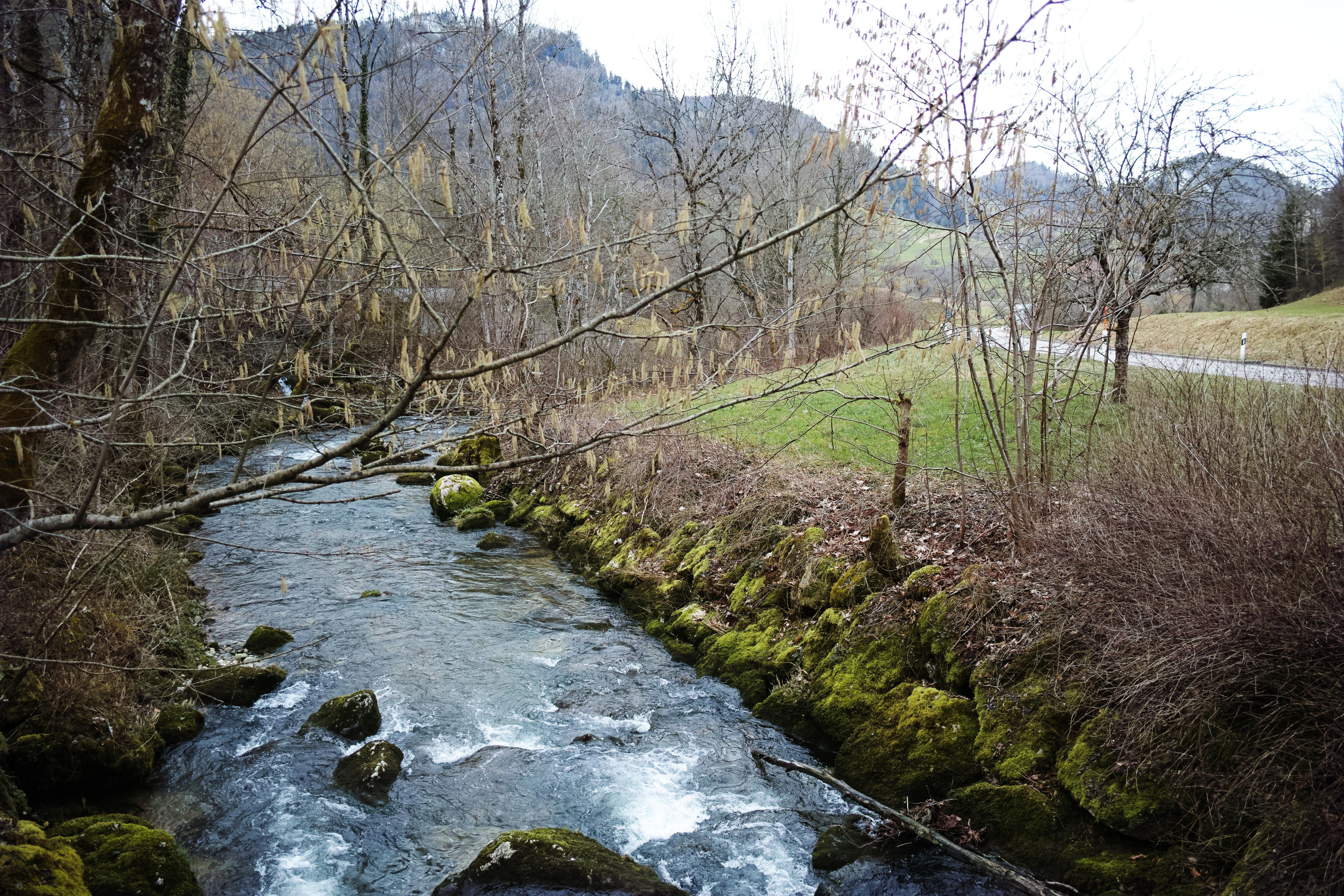
Die Lüssel

| Name                   | GKZ      | Lage   | Länge in km | EZG in km² | MQ in m³/s | Mündung Koordinaten                           | Mündungshöhe in m | Bemerkungen                            |
| ---------------------- | -------- | ------ | ----------- | ---------- | ---------- | --------------------------------------------- | ----------------- | -------------------------------------- |
| Ruisseau de la Coué    | BE130244 | links0 | 003,1000    | 0002,860   |            | bei Tavannes                                  | 745,600000        |                                        |
| Ruisseau Côte Gobat    | BE130224 | links0 | 002,2000    |            |            | bei La Vauches, Tavannes                      | 740,000000        |                                        |
| Ruisseau de L'Endroit  | BE130145 | links0 | 001,9000    |            |            | bei Reconvilier                               | 731,400000        |                                        |
| Ruisseau de L'Envers   | BE130237 | rechts | 001,1000    |            |            | bei Loveresse                                 | 720,500000        |                                        |
| La Trame               | CH000415 | links0 | 016,7000    | 0039,810   | 0000,850   | bei Loveresse                                 | 718,200000        |                                        |
| Les Rosis              | BE130233 | rechts | 000,3000    |            |            | bei Pontenet                                  | 711,200000        |                                        |
| Ruisseau de la Sauce   | BE130230 | rechts | 001,0000    |            |            | bei Bévilard                                  | 684,900000        |                                        |
| Ruisseau de Court      | CH003132 | links0 | 003,7000    | 0005,340   |            | in Court                                      | 667,400000        | Alternativname: Ruisseau des Chaufours |
| Ruisseau des Fontaines | BE130225 | rechts | 001,2000    | 0003,430   |            | in Court                                      | 665,300000        |                                        |
| Ruisseau de la Queue   | BE130216 | rechts | 000,9000    | 0001,430   |            | bei Court                                     | 661,300000        |                                        |
| Ruisseau de Chaluet    | CH003131 | rechts | 007,3000    | 0015,570   | 0000,300   | vor der Schlucht von Court                    | 660,200000        |                                        |
| La Chalière            | CH000457 | links0 | 006,1000    |            |            | bei Moutier                                   | 533,600000        |                                        |
| La Raus                | CH000925 | rechts | 011,6000    | 0041,540   | 0000,760   | bei Moutier                                   | 519,800000        |                                        |
| Ruisseau de Roches     | CH000330 | links0 | 003,0000    | 0003,630   |            | bei Roches                                    | 488,700000        | Alternativname: Ruisseau Hautes Roches |
| Ruisseau le Raimeux    | BE130212 | rechts | 001,0000    | 0002,020   |            | bei Le Vevay, Roches                          | 479,000000        |                                        |
| Scheltenbach           | CH000807 | rechts | 018,6000    | 0093,740   | 0002,570   | in Courroux                                   | 409,900000        | Französischer Name: La Scheulte        |
| Sorne                  | CH000529 | links0 | 026,5000    | 0217,650   | 0004,590   | am östlichen Siedlungsrand von Delémont       | 404,300000        |                                        |
| Ruisseau de Mettemberg | CH003106 | links0 | 006,4000    | 0023,330   | 0000,310   | bei Soyhières                                 | 394,300000        | Alternativname: Réselle de Soyhières   |
| Teufels Chuch Bach     | CH003105 | rechts | 002,4000    | 0003,030   |            | bei Riederwald, Liesberg                      | 380,900000        | Alternativname: Rohrbergbach           |
| Unkelibrunnenbach      | BL410281 | links0 | 000,4000    |            |            | bei Liesberg                                  | 379,300000        |                                        |
| Modlenbach             | CH003104 | rechts | 004,5000    | 0010,180   | 0000,130   | bei Bärschwil Station                         | 361,900000        | Alternativname: Stürmenbach            |
| Lützel                 | CH000503 | links0 | 028,3000    | 0078,840   |            | zwischen Liesberg und Laufen                  | 354,300000        | Französischer Name: Lucelle            |
| Wahlenbach             | CH000540 | rechts | 005,9000    | 0007,420   | 0000,080   | in Laufen                                     | 351,300000        |                                        |
| Lüssel                 | CH002938 | rechts | 019,2000    | 0053,720   | 0000,750   | bei Zwingen                                   | 336,400000        | Oberlaufname: Vogelbergbach            |
| Ibach                  | CH000488 | rechts | 009,6000    | 0013,270   | 0000,170   | beim Chessiloch, Grellingen                   | 325,100000        |                                        |
| Chastelbach            | CH012958 | rechts | 008,8000    | 0013,190   | 0000,170   | bei Chastelmatte, Grellingen                  | 316,700000        |                                        |
| Seebach                | CH000526 | rechts | 012,1000    | 0022,390   | 0000,310   | in Grellingen                                 | 307,200000        | Alternativname: Seetelbach             |
| Schlossgrabenbach      | BL410261 | links0 | 000,9000    |            |            | zwischen Pfeffingen und Duggingen             | 302,900000        |                                        |
| Tugbach                | BL410037 | rechts | 001,5000    | 0007,490   |            | westlich von Duggingen                        | 301,800000        |                                        |
| Erlenbach              | BL410210 | links0 | 003,6000    |            |            | bei Bad Mülimatte, Reinach                    | 275,500000        |                                        |
| Dorfbach               | CH002931 | rechts | 003,8000    |            |            | bei Arlesheim                                 | 275,300000        |                                        |
| Birs                   |          |        | 087,2000    | 0896,860   | 0011,900   | beim Birsköpfli zwischen Birsfelden und Basel | 245,900000        | Mündet in den Hochrhein                |

Anmerkungen zur Tabelle
1. ↑  Von der Quelle zur Mündung. Daten von Swisstopo (map.geo.admin.ch)
2. ↑  Die Daten der Birs zum Vergleich

## Geschichte
Bis ins 18. Jahrhundert war das untere Birstal kaum besiedelt. 1807 wurden erste Projekte für eine Flusskorrektion in Angriff genommen, welche von 1814 bis 1830 mit mehreren Teilkanalisierungen und der grossen Begradigung zwischen Neue Welt und Birsköpfli durchgeführt wurde; die Länge des Flusslaufs wurde auf einen Viertel gekürzt. Weitere Korrektionen oberhalb bis Dornachbrugg wurden bis 1870 vorgenommen.

## Brücken

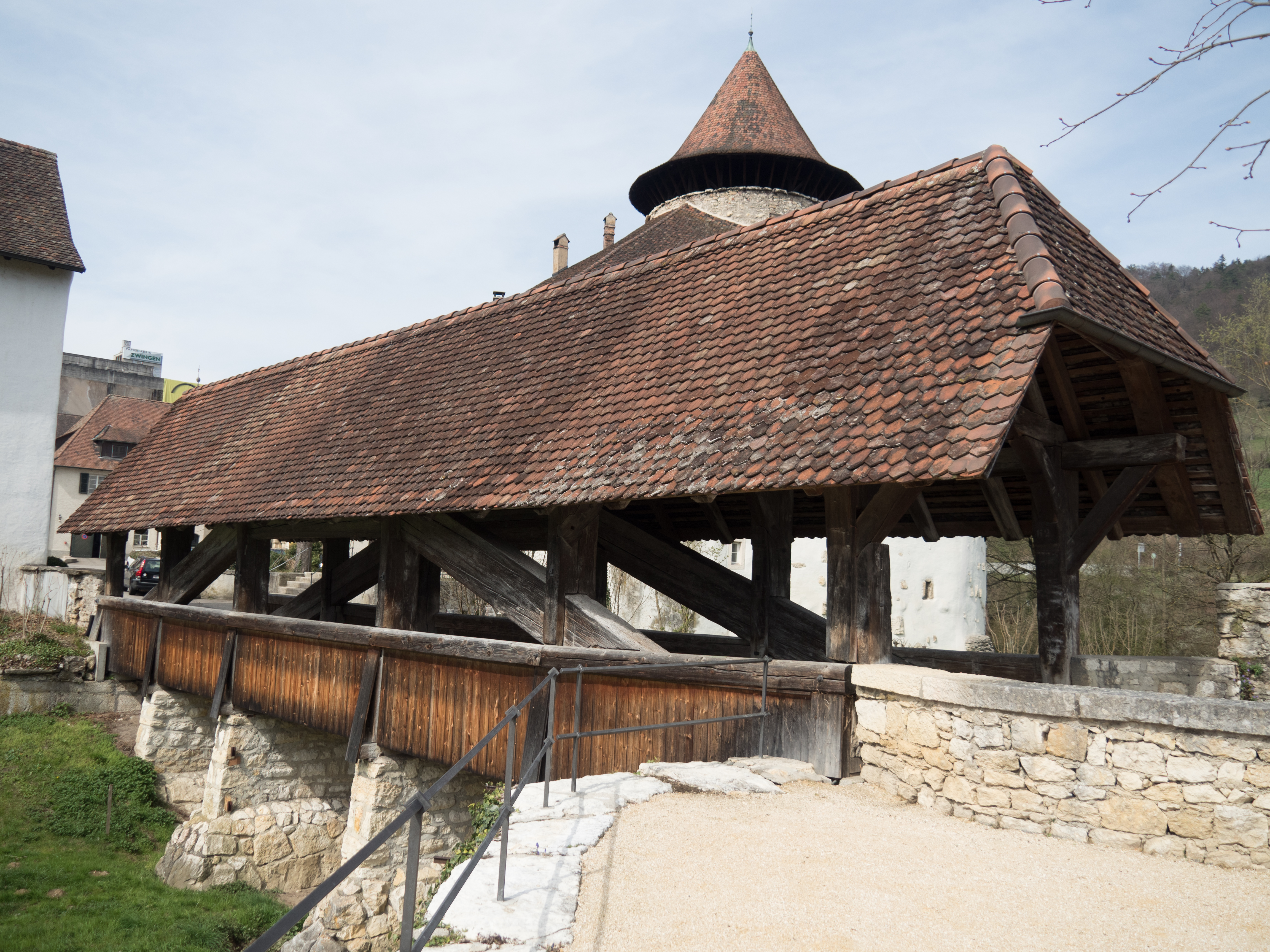
Schloss-Brücke über den Birs-Entlastungskanal Ost, Zwingen BL

Auf ihrem Weg wird die Birs von über 200 Brücken überspannt.
Erhaltenswerte Steinbogenbrücken befinden sich in Pontenet (Pont Sapin), Mallerey (Rue du Pont Brücke), Sorvilier (La Golée Brücke), Laufen (Vorstadtbrücke), Zwingen (Ramsteinbrücke), Duggingen (Birsbrücke Angenstein) und Dornach (Nepomukbrücke).
Vier gedeckte Holzbrücken überspannen den Fluss, wobei die Schlossbrücke Zwingen die einzige erhaltene historische Holzbrücke des Birstales ist.
Neunzehn Eisenbahnbrücken überspannen die Birs, wobei die Jurabahn zwischen Moutier und Münchenstein den Fluss auf acht Brücken überquert. Die von Staringenieur Gustave Eiffel konstruierte Eisenbahnbrücke bei Münchenstein kollabierte am 14. Juni 1891 unter der Last eines vollbesetzten Zuges. Das Unglück forderte 73 Tote und 171 Verletzte und gilt mit Stand 2023 als das grösste Eisenbahnunglück der Schweiz.
Bei der ehemaligen Zementfabrik Liesberg ist die Eisenbahnbrücke von Robert Maillart aus dem Jahre 1935 im kantonalen Inventar der geschützten Kulturdenkmäler aufgeführt.